# Castello di Moncalieri
| Imagem: Residências da Casa de Saboia | Castello di Moncalieri está incluído no sítio "Residências da Casa de Saboia", Património Mundial da UNESCO. |  |

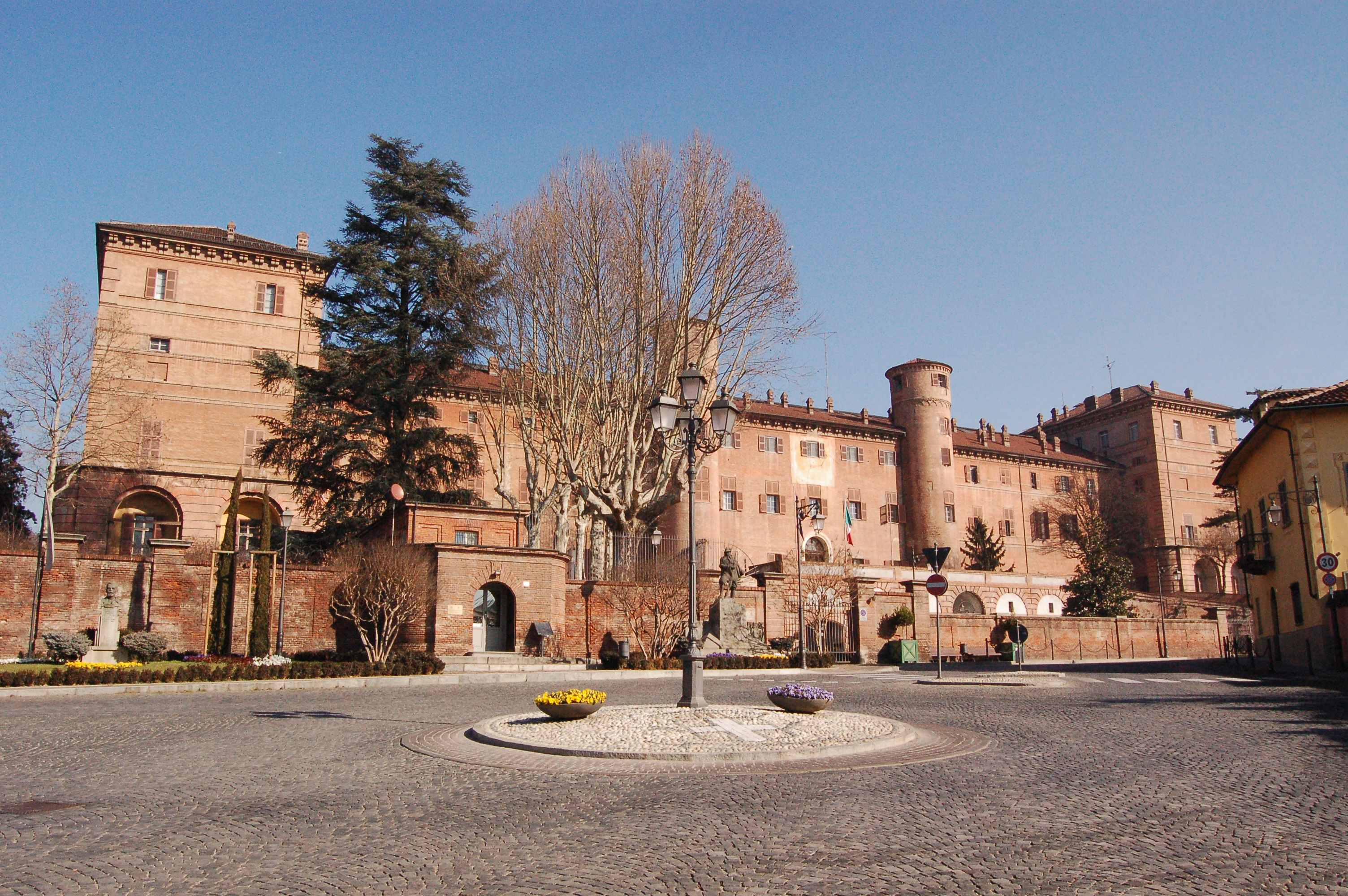
Fachada sul do Castello di Moncalieri.

O Castello di Moncalieri é um palácio italiano, antiga Residência da Casa de Saboia. Surge no alto duma colina, no centro histórico de Moncalieri, Província de Turim.
Em 1997 foi proclamado Património Mundial da Humanidade pela UNESCO, integrado no sítio Residências da Casa de Saboia.

## História

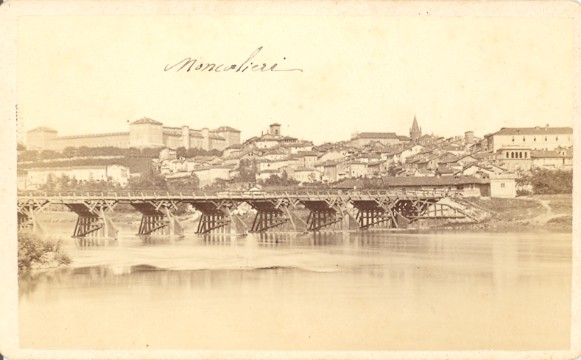
Moncalieri em 1865, com o palácio à esquerda.

No final do século XII, Tomás I de Saboia, construiu nesta colina uma sólida fortaleza destinada a controlar o acesso sul a Turim. Em meados do século XV, sob o domínio de Iolanda de Valois, esposa de Amadeu IX de Saboia, foi ampliado de forma a transformar-se numa villa de recreio. Na viragem do século XVI para o século XVII foi amplamente renovado por Carlo di Castellamonte e, em seguida, reestruturado internamente e decorado pelo mesmo Castellamonte e por outros artistas locais. 
O castelo foi usado durante 300 anos como sede intensa da vida da Corte dos Saboia e o primeiro a ser ocupado pelos franceses na incursão piemontesa de 1798, tendo sido mantido por estes até à Restauração, ocorrida em 1814. Foi, então devolvido às mãos de Vítor Emanuel I, e deste passou a Carlos Alberto, tornando-se na sede dos jovens príncipes, que aqui estudavam. Vítor Emanuel II preferia-o ao Palazzo Reale di Torino, tendo mandado decorar numeoros apartamentos segundo o seu gosto, além de continuar a tradição, fazendo do edifício sede de estudo para os seus filhos. Em 1849 Moncalieri fi escolhido para a assinatura da famosa Proclamação, na qual Vítor Emanuel II apelou aos eleitores que apoiassem o papel do Primeiro-Ministro Massimo D'Azeglio.

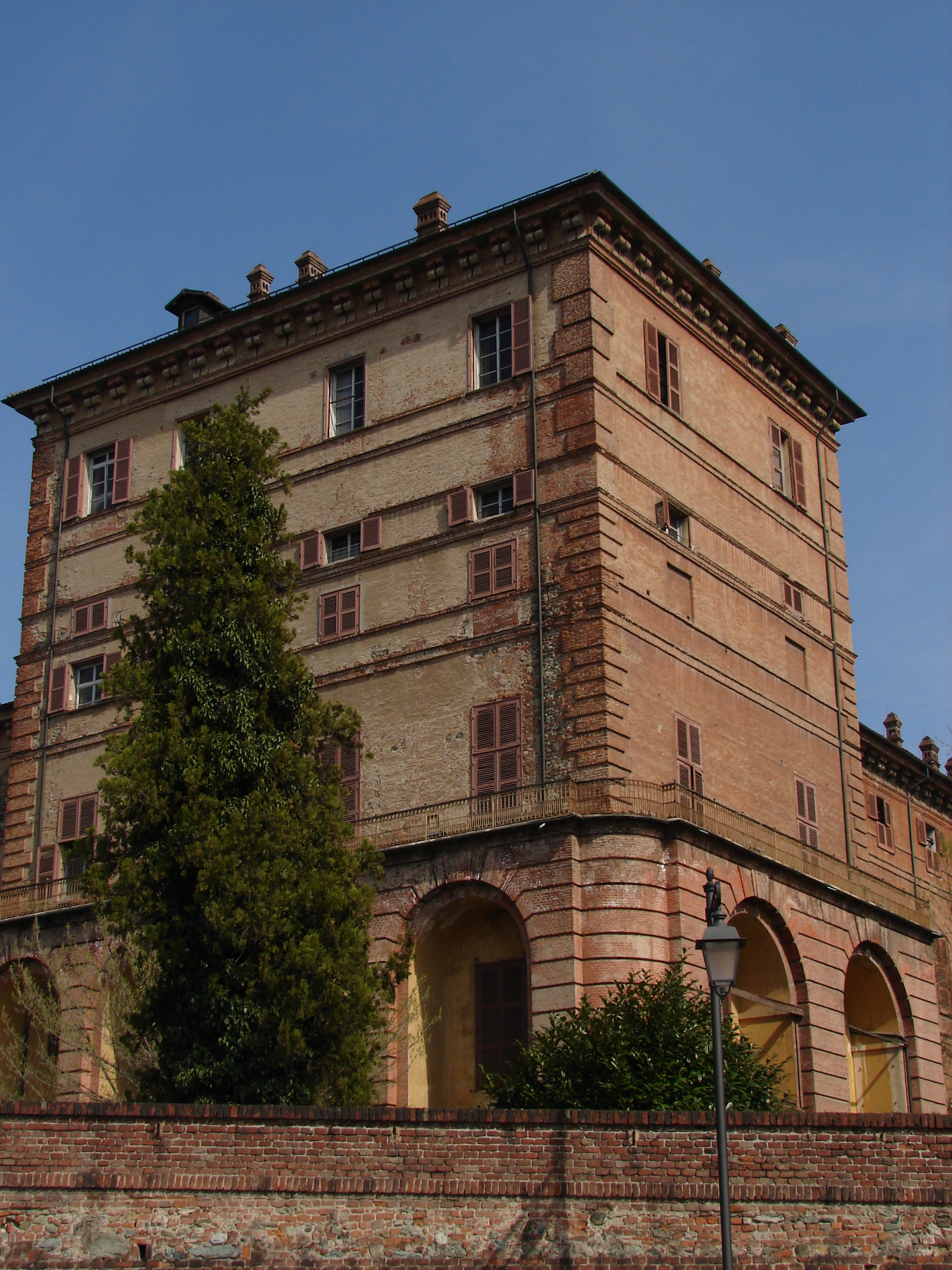
Um dos imponentes torreões.

Até ao século XX foi residência das rainhas-mães e das princesas reais, como Maria Clotilde, Maria Pia de Saboia e Maria Letizia. Hoje, os apartamentos das duas rainhas de Vítor Emanuel II estão conservados em boas condições. Desde 1921, o Castelo di Moncalieri é sede do I Batalhão do Exército dos Carabinieri, o qual permitea visita aos apartamentos e aos salões, mantendo uma atmosfera saboiana muito pitoresca. Terminou há poucos anos um restauro que devoveu o brilho a esta esplêndida residência.
No dia 5 de Abril de 2008, um dos torreões foi danificado por um incêndio, no qual também foi parcialmente destruída a sala da Proclamação de Moncalieri.

## Estrutura

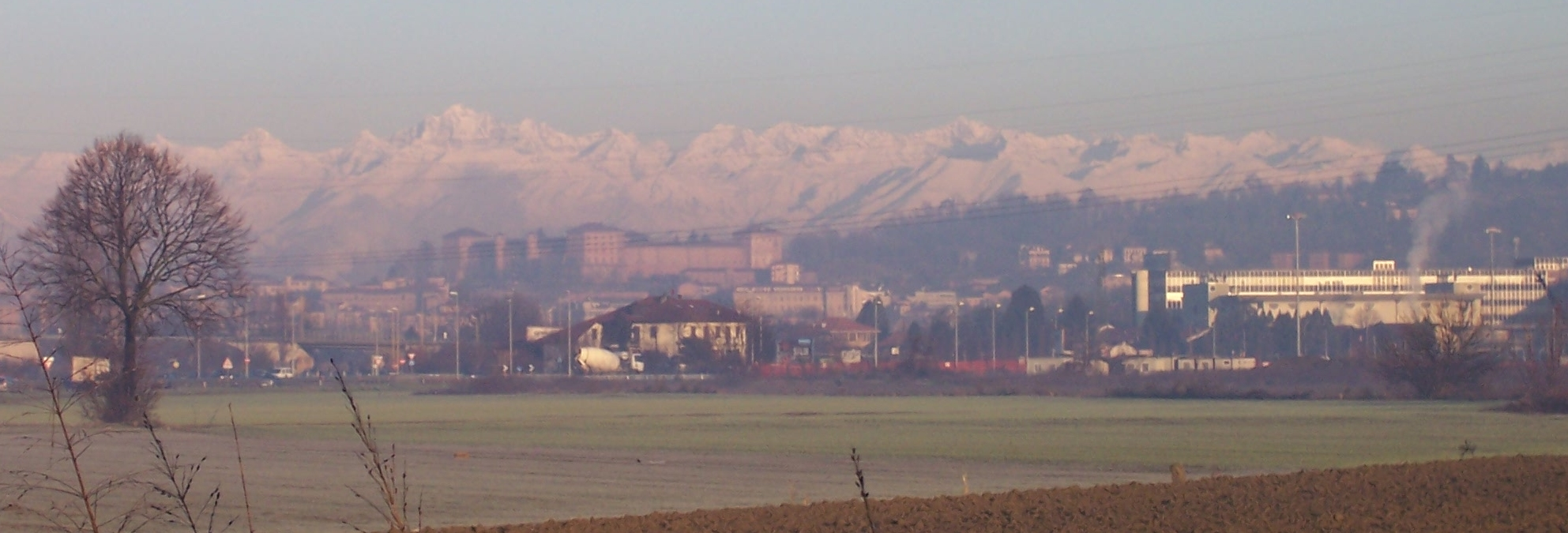
O Castello di Moncalieri em destaque sobre a cidade.

A estrutura actual do castelo apresenta uma forma de ferradura virada a norte, com quatro poderosos torreões nas esquinas. Os corpos laterais possuem cinco pisos e as paredes, em tijolo, apresentam robustos contrafortes. Dois corpos paralelos aos corpos laterais criam outros tantos pátios externos, usados como apoio às escudarias e aos apartamentos da criadagem. A fachada sul está voltada para um pequeno jardim à italiana e apresenta duas torretas cilídricas, vestígios do antigo castelo quatrocentista. Na entrada norte encontra-se um original belvedere.